# John Russell (basket-ball)
Pour les articles homonymes, voir John Russell.
John « Honey » Russell (né le 31 mai 1902 - mort le 15 novembre 1973) était un joueur et entraîneur américain de basket-ball. Né à Brooklyn, New York, il devient professionnel après sa deuxième année dans l'enseignement secondaire. Il joue dans un grand nombre d'équipe dans l'American Basketball League au début du XXe siècle. Il a joué plus de 3 200 matchs professionnels.
En plus, il entraîne pendant plus de trente ans, devenant le premier entraîneur des Celtics de Boston (1946-1948). Il a aussi entraîné les Seton Hall Pirates de l'Université de Seton Hall.
En 1964, Honey Russell est élu dans le Basketball Hall of Fame.